# 편평도 문제

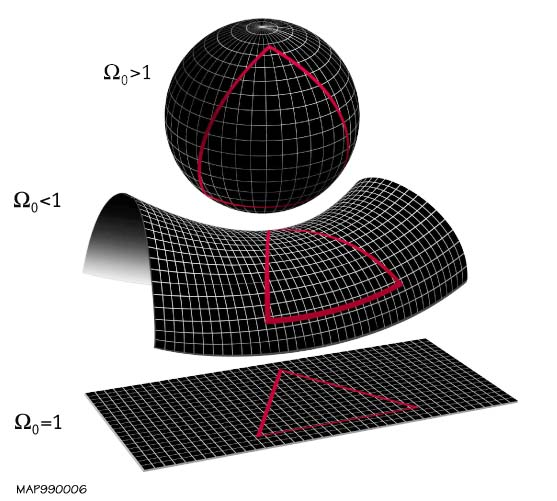
우주의 기하적 형상은 임계 밀도에 대한 우주의 밀도의 비인 밀도계수 Ω의 값이 1보다 작은지, 1과 같은지, 1보다 큰지에 따라 달라진다. 위부터 아래로, 임계 밀도보다 밀도가 큰 (Ω>1, k>0) 구 모양의 우주, 밀도가 작은 (Ω<1, k<0) 쌍곡면 모양의 우주, 밀도가 임계 밀도와 같은 (Ω=1, k=0) 편평한 우주가 있다. 실제 우주는 그림과 달리 4차원이다.

편평도 문제(Flatness problem)는 대폭발 이론에서의 물리적 미세조정을 다루는 문제로, 초기 우주의 상태가 '특별한' 상태로 조정되어 있으며, 아주 미세한 변화라도 일어났다면 현재 우주의 모습이 나타나지 않는다는 점에서 유래하였다. 편평도 문제에서의 경우, 우주의 곡률을 결정하는 밀도계수의 값이 현재 완벽하게 임계밀도와 같은 것으로 관측되는데, 우주 탄생 초기에 약간이라도 값이 달랐다면 우주적 시간이 지남에 따라 값의 변화가 증폭될 것이라는 점에서, 초기 우주의 밀도가 임계 밀도와 1062 분의 1 이내로 같았어야 현재의 밀도계수 값을 설명할 수 있다. 이 때문에 우주론 연구 시 초기의 밀도 값이 이 정도까지 일치한 이유를 설명하기 위한 의문이 제기되었다.
편평도 문제는 1969년 로버트 헨리 딕이 처음 제기하였다.:62,:61 현재 편평도 문제를 설명하는 이론 중 정설로 받아들여지는 이론은 우주가 탄생 극초기에 급격하게 팽창하였다는 급팽창 이론인데, 이 이론은 지평선 문제와 자기홀극 문제도 동시에 해결한다는 이점을 지니고 있다.

## 에너지 밀도 및 프리드만 방정식
아인슈타인의 일반 상대성이론 속 방정식에 따르면, 시공간의 구조는 질량과 에너지의 여부에 따라 달라진다. 작은 범위에서는 시공간은 편평한 것으로 보이나, 범위가 커지면 질량으로 인해 발생하는 중력에 의해 휘어지며, 질량과 에너지는 동등하기 때문에, 전자기파 등 에너지에 의해서도 시공간이 휘어진다. 시공간이 휘어진 정도(우주의 모양)는 질량 및 에너지의 밀도에 따라 달라진다.
이 관계는 프리드만 방정식으로 설명할 수 있다. 우주상수가 없는 우주의 경우, 관계식은 다음과 같다.
{\displaystyle H^{2}={\frac {8\pi G}{3}}\rho -{\frac {kc^{2}}{a^{2}}}}
여기서 {\displaystyle H}는 우주의 팽창률을 나타내는 허블 상수, {\displaystyle \rho }는 우주 내 물질과 에너지의 총 밀도, {\displaystyle a}는 우주의 크기를 나타내는 척도인자, {\displaystyle k}는 시공간의 곡률을 나타내는 곡률 변수이다. {\displaystyle k}의 값이 양수, 0, 음수이면 각각 닫힌, 편평한, 열린 우주를 나타낸다. 상수 {\displaystyle G}와 {\displaystyle c}는 각각 중력 상수와 빛의 속력이다.
물리 우주론에서는 이 식을 임계밀도 {\displaystyle \rho _{c}}를 정의하여 단순화시켜 사용하며, 여기서 임계밀도 {\displaystyle \rho _{c}}는 어떠한 값 {\displaystyle H}에 대해서 우주가 편평하기 위한 조건({\displaystyle k=0})을 충족하는 밀도의 값으로 정의된다. 임계 밀도를 이용하여 위 식을 표현하면 다음과 같다.
{\displaystyle \rho _{c}={\frac {3H^{2}}{8\pi G}}}.
상수 {\displaystyle G}의 값은 이미 밝혀져 있고, {\displaystyle H}의 값은 지구를 기준으로 은하의 후퇴 속력을 측정함으로서 계산할 수 있으므로, {\displaystyle \rho _{c}}의 값을 계산 수 있으며, 현재의 수치로 계산한 값은 약 10−26 kg m−3이다. 임계밀도와 현재 우주의 밀도 사이의 비율은 Ω으로 칭하는데, 이 값이 우주의 편평도를 나타낸다. Ω > 1일 경우 우주의 밀도가 임계밀도보다 큰 상태({\displaystyle \rho >\rho _{c}})인 닫힌 우주이며, Ω < 1일 경우 열린 우주이고, Ω = 1일 경우 편평한 우주이다.
프리드만 방정식의 형태는 다음과 같은데,
{\displaystyle {\frac {3a^{2}}{8\pi G}}H^{2}=\rho a^{2}-{\frac {3kc^{2}}{8\pi G}},}
이는 다음과 같이 변형하여 쓸 수 있다.
{\displaystyle \rho _{c}a^{2}-\rho a^{2}=-{\frac {3kc^{2}}{8\pi G}},}
또한 위 식을 {\displaystyle \rho a^{2}}으로 묶고, {\displaystyle \Omega =\rho /\rho _{c}}을 이용하여 정리한 식은 다음과 같다.
{\displaystyle (\Omega ^{-1}-1)\rho a^{2}={\frac {-3kc^{2}}{8\pi G}}.}
여기서 식의 우변에는 상수밖에 없기 때문에, 우주의 진화 과정에서 좌변 또한 값이 일정하게 유지되어야 함을 알 수 있다.
우주가 팽창함에 따라 척도인자 {\displaystyle a}의 값은 커지지만, 물질과 에너지가 퍼짐에 따라 {\displaystyle \rho }의 값은 감소한다. ΛCDM 모형 모형에서는 {\displaystyle a^{2}}의 증가 속도보다 {\displaystyle \rho }의 감소 속도가 더 빨라 {\displaystyle \rho a^{2}}의 값이 감소하게 되는데, 이 값이 대폭발 시점부터 감소한 총 비율은 {\displaystyle 10^{60}}이며, 따라서 {\displaystyle (\Omega ^{-1}-1)}의 값도 같은 비율로 증가해야 한다.

## 현재의 Ω 값

우주시 t에 대한 Ω의 상대적인 값. 각 곡선은 가능한 우주를 나타내며, 시간이 지남에 따라 Ω의 값이 급격하게 1에서 벗어난다. 파란색 곡선이 현재 우주와 제일 비슷한 경우인데, 현재의 시점에서 |Ω − 1|의 값이 매우 작으며, 따라서 Ω의 초기 값이 1에 매우 가까웠다고 추정할 수 있다. 빨간색 곡선은 Ω의 값이 1에서 조금 더 떨어진 경우로, 현재 시점에서는 팽창 속도가 급격하게 증가해 은하나 항성이 형성될 수 없을 정도까지 진행되었다.

### 측정
현재의 Ω 값은 Ω0으로 표시하며, 이 값은, k = 0일 때 Ω = 1 또는 {\displaystyle \rho =\rho _{c}}이라는 점을 이용하여, 시공간의 곡률을 측정하여 유도할 수 있다.
측정 방법 중 하나는 우주 마이크로파 배경의 비등방성을 이용하는 것이다. 우주 마이크로파 배경은 우주가 광자와 플라스마로 차 있던 시기에 우주를 가득 채우고 있던 전자기파로, 플라스마가 냉각되어 원자가 형성될 때부터 흡수되지 않고 퍼져나가며, 우주의 팽창에 따라 차갑고 어두워지고 있다. 우주 마이크로파 배경의 온도는 하늘 어디서나 거의 같지만, 방향에 따라 약 10만 분의 1 정도의 온도 차이가 있는데, 따듯한 부분과 차가운 부분 사이의 평균 각거리는 우주의 곡률과 관련이 있기 때문에, 각거리를 측정함으로서 Ω0 값을 추정할 수 있다.
Ω0 값을 측정하는 다른 방법은 지구와의 거리에 따른 Ia형 초신성의 발생 빈도를 측정하는 것이다. Ia형 초신성은 백색왜성이 폭발하며 발생하는데, 초신성의 광도가 거의 같기 때문에, 겉보기 밝기를 측정하여 광도 거리를 통해 거리를 알아낼 수 있는 우주 거리 사다리로 쓰인다. 이 방법으로 알아낸 거리와 적색편이의 값을 비교하면 시간대별로 우주의 팽창 속도를 알 수 있는데, 여기서 우주의 팽창 속도와 우주의 밀도 사이의 관련을 이용하여 Ω0의 값을 유도할 수 있다.
윌킨슨 마이크로파 비등방성 탐색기(WMAP)의 측정 결과와, 슬론 디지털 전천탐사에서의 Ia형 초신성 측정 결과를 합하여 얻은 결과에서는, 오차 범위 1% 내에서 Ω0의 값이 1과 같음을 밝혀냈다. 이는 |Ω − 1|의 값이 현재 0.01보다 작다는 뜻이며, 우주 탄생 직후에는 이 값이 10−62 이하였어야 한다는 뜻이다. 플랑크가 측정한 값은 WMAP의 측정 결과와 일치했다.

### 시사점
편평도 문제는 |Ω − 1|의 값이 작다는 점에서 유래한다. 우주의 초기 밀도의 값은 어떠한 값이던지 상관이 없었을 것으로 여겨지는데, 왜 임계밀도 {\displaystyle \rho _{c}}의 값과 '완벽히 일치'하는 지에 대한 의문으로, Ω의 값이 1에서 조금만 더 떨어졌어도 수십억 년을 지나며 임계밀도와의 차이가 커졌을 것이라는 것이다. 만약 밀도가 임계밀도보다 더 큰 경우({\displaystyle \rho >\rho _{c}}), 우주는 팽창을 멈추고 다시 수축하여 대함몰을 겪게 되며, 밀도가 임계밀도보다 작은 경우({\displaystyle \rho <\rho _{c}}), 우주가 급격하게 팽창하여 텅 빈 것처럼 보이고, 은하의 형성이 일어나지 않아 열죽음이 일어난다. 두 경우 모두 우주에는 은하, 항성, 행성, 생명체 등 복잡한 구조가 나타나지 않게 된다.
편평도 문제는 1969년 로버트 헨리 딕이 처음 지적하였으며, 그 후로 값이 이 정도로 정확하게 1인 이유를 해결하기 위해 여러 연구가 진행되었다.

## 해결법
편평도 문제가 처음 제기된 후, 대다수는 값이 1인 이유를 근본적으로 설명할 필요가 있다며 편평도 문제를 심각하게 다뤘지만, 일각에서는 우주가 그냥 {\displaystyle \rho _{crit}}과 가까운 값을 가졌을 수도 있다며, 밀도가 특정 값으로 결정된 이유는 '과학이 다룰 범위가 아니다'고 주장했다. 극소수는 편평도 문제 자체에 대해 회의적인 입장을 취하며, 편평도 문제가 오류에서 비롯된 것이라고 주장하기도 한다. 반론에도 불구하고 편평도 문제는 우주론 연구에서 중요한 과제로 취급되었으며, 문제를 해결하기 위한 여러 가설이 제기되어 있다.

### 인류 원리
편평도 문제의 해결법 중 하나는 인류 원리로, 우주에 인류가 존재할 수 있는 상태여야 인류가 우주를 관측할 수 있으므로, 우주를 관측할 때 인류의 존재 가능성을 고려해야 한다는 이론이다. 인류 원리는 만약 우주의 진화 가능성이 2개가 있지만 그 중 하나만 지적 생명체가 존재할 수 있다면, 지적 생명체가 존재하지 않는 우주는 관측할 수 있는 방법이 없으므로, 지적 생명체가 존재할 수 있는 우주만 관측된다는 것이다.
편평도 문제에 인류 원리를 적용하는 방법은 2개가 있다. '강한 인류 원리'라고 불리는 첫 번째 방법은 스티븐 호킹과 크리스토퍼 콜린스가 제안하였는데, 만약 모든 초기 조건이 무한 개의 우주로서 모두 나타날 경우, 밀도가 완벽한 우주만 은하와 항성을 형성하여 지적 생명체가 발생할 수 있기 때문에, 우리가 관측한 우주의 밀도가 1에 가깝다는 것은 단지 '인류의 존재를 나타내는 것 뿐'이라고 주장했다.
다른 하나는 '약한 인류 원리'라고 불리는데, 만약 우주의 크기가 무한하지만 지역마다 밀도가 다른 비균질 우주일 경우, 일부 지역은 밀도가 크고(Ω > 1), 일부 지역은 밀도가 작으나(Ω < 1), 각 지역 간의 거리가 너무 멀어 우주의 나이 내에 빛조차 서로 왕래할 수 없는 경우, 각 지역은 실질적으로 분리된 우주처럼 기능하게 되는데, 만약 인류가 임계밀도와 밀도가 거의 같은 지역에 있을 경우, 밀도가 크거나 작은 지역의 존재 자체를 알 수 있는 방법이 없게 된다. 인류 원리에 따르면, 밀도가 1에 가까운 지역에서만 지적 생명체가 발생하기 때문에, 인류가 해당 지역에 있는 것 자체가 당연하다. '약한' 인류 원리는 다중우주의 존재나, 이 우주 이전에 다른 우주가 존재했을 가능성 자체가 필요없다는 점에서 '약한' 원리로 불린다. 약한 인류 원리에서는 무한한 우주나, 충분히 커 밀도가 다른 여러 지역이 존재할 수 있는 우주만 존재하면 된다.
인류 원리는 다방면에서 비판받고 있는데, 대표적으로 1979년 베르나드 카르와 마틴 리스는 '완전한 인과 관계의 오류'이며, '우주의 특성을 예측하는 데는 사용한 적이 없다'고 주장하였다. 과학자 대다수는 인류 원리와 과학적 방법이 양립할 수 없다고 보았기 때문에, 편평도 문제를 설명하는 다른 이론의 필요성이 증가하였다.

### 급팽창
편평도 문제를 해결하는 정설은 급행창 이론으로, 우주 생성 극초기에 짧은 시기 동안 지수적으로 팽창({\displaystyle a}가 시간 {\displaystyle t}와 상수 {\displaystyle \lambda }에 대해 {\displaystyle e^{\lambda t}}배로 증가)하였다는 이론이다. 급팽창 이론은 1979년 앨런 구스가 제안하여 1981년 출판하였으며, 이론의 개발 목적은 편평도 문제와 지평선 문제를 해결하는 것이었는데, 정작 1980년 이론을 개발하던 도중 앨런 구스는 지평선 문제의 존재 자체를 몰랐고, 편평도 문제 또한 정확히 계산해보지 않았으며, 자기홀극 문제만을 고려하여 이론을 만들었다.
급팽창의 원인은 공간에 퍼져 팽창을 유도하는 장의 작용으로, 이 장에는 에너지가 포함되어 있는데, 일반적인 물질이나 에너지장이 시간에 따라 감소하는 것과 달리, 이 급팽창 장은 우주가 팽창하여도 대략 일정하게 유지되어, 척도인자 {\displaystyle a}의 급격한 증가로 인해 {\displaystyle \rho a^{2}} 또한 빠르게 증가한다.
프리드만 방정식의 형태를 다시 보면,
{\displaystyle (\Omega ^{-1}-1)\rho a^{2}={\frac {-3kc^{2}}{8\pi G}}}
우변에는 상수밖에 없기 때문에 이 식의 값은 일정하게 유지되며, 이에 따라 {\displaystyle |\Omega ^{-1}-1|}의 값은 시간에 따라 감소하게 된다. 따라서 {\displaystyle |\Omega ^{-1}-1|}의 초기 값은 어떠한 값도 가질 수 있지만, 급팽창 과정에서 급격하게 0에 가까워져, 요구치인 {\displaystyle 10^{-62}}에 접근하게 된다. 이후 우주가 진화하며 이 값은 다시 커져, 현재의 값인 0.01로 올라오게 된다. 이러한 과정에 따라, 초기 Ω의 값이 1일 필요성이 사라지게 된다.
급팽창 이론이 널리 받아들여진 배경에는 편평도 문제를 해결하였다는 점이 크게 작용하였다.

### 급팽창 이후
급팽창 이론은 가장 성공한 이론으로 받아들여지며, 근거 또한 설득력이 강하다고 여겨지나, 모든 연구자가 받아들이고 있지는 않다. 학계에서는 급팽창 이론에 아직 해결해야 할 문제가 남아 있으며, 차후에 이론이 거짓으로 드러날 가능성도 있다고 보고 있다. 특히, 급팽창을 일으키는 장을 설명하기 위한 이론은 여러 개가 제기되어 있으며, 이 중 다수는 자체적인 미세조정이 필요해 급팽창 없이 초기 밀도가 미세조정된 우주 이론과 큰 차이가 없다.
이러한 이유로 인해 편평도 문제의 정확한 해결법은 아직 연구 단계이다. 제안된 가설로는 암흑 에너지의 다른 해석, 중력의 다른 해석, 진동하는 우주에서의 입자 생성, 베이즈 통계학을 이용해 편평도 문제 자체가 존재하지 않는다는 가설 등이 있다. 특히 마지막 가설은 Ω가 1 근처에 있을 가능성이 '희박하다'라는 전제 자체가 관련이 없는 다른 변수의 경향을 무의식적으로 적용한 것이라고 주장한다.
일부에서는 시간에 따라 편평도 문제가 변화하기 때문에 이론이 변할 수 있다고 주장하는데, 특히 만약 우주가 미래에 함몰한다면, 편평도 문제는 상대적으로 짧은 시간 동안만 존재하게 되며, 이 경우 일반적인 관찰자는 Ω의 값이 1과 눈에 띄게 다를 것이라고 기대하지 않게 된다. 만약 우주 상수가 양수인, 무한히 팽창하는 우주의 경우, 우주가 편평한 경우와 편평하지 않은 경우 모두 미세조정이 필요하다.
현재까지는 문제점에도 불구하고 급팽창 이론이 편평도 문제를 제일 잘 설명하는 정설로 받아들여지고 있다.

### 아인슈타인-카르탕 이론
편평도 문제는 아인슈타인-카르탕 이론을 적용하면 급팽창 이론 등 외부 요소를 고려하지 않아도 해결된다. 이 이론은 아핀 접속의 대칭성을 없애고, 비대칭 부분인 비틀림 텐서를 변수로 간주하는 방식으로 일반 상대성이론을 확장시킨 것으로, 이론 속에 측정 변수가 없다. 비틀림 텐서를 이용하여 중력장 내에서의 각운동량 보존을 올바르게 계산할 수 있으며, 비틀림 텐서와 비선형 디렉 방정식을 따라는 디렉 회전체 사이에는 스핀-스핀 상호작용이 발생하는데, 이는 고밀도 페르미온 물질에서 중요한 역할을 한다. 이러한 상호작용을 통해서 비물리적인 대폭발 특이점 대신, 작고 유한한 환산 계수의 진동을 도입하여, 빅 바운스 발생 직후 우주의 팽창에 의해 우주가 균일하고 평평하게 보이는 것이라고 설명한다. 우주가 팽창함에 따라 비틀림 텐서의 효과가 감소하게 된다.

## 같이 보기
- 대폭발
- 자기 홀극